# دهستان افرینه
دهستان افرینه، یکی از دهستان‌های بخش افرینه شهرستان معمولان در استان لرستان ایران است. مرکز این دهستان، روستای افرینه است.

## جمعیت
بر پایه سرشماری عمومی نفوس و مسکن در سال ۱۳۹۵، جمعیت دهستان افرینه برابر با ۵٬۵۰۳ نفر بوده‌است.